# Carpianello
Carpianello (Carpianèl in dialetto milanese) è un quartiere della città lombarda di San Giuliano Milanese di cui costituisce la porzione nordorientale del centro abitato appoggiata sulla sponda occidentale del Lambro.

## Storia
Carpianello è un piccolo centro abitato di antica origine,da sempre legato al territorio milanese. La comunità apparteneva alla Pieve di San Giuliano, e confinava con Bolgiano e Robbiano a nord, Mediglia ad est, Zivido a sud, e San Giuliano ad ovest. Al censimento del 1751 la località fece registrare 240 residenti.
In età napoleonica, nel 1805, la popolazione erascesa a 201 unità, tanto che nel 1809 il Comune di Carpianello venne soppresso ed aggregato a quello di San Giuliano, a sua volta annesso a Viboldone nel 1811; tutti i centri recuperarono comunque l'autonomia nel 1816, in seguito all'istituzione del Regno Lombardo-Veneto.
Il Comune di Carpianello venne definitivamente soppresso dagli austriaci il 24 luglio 1841, venendo annesso alla vicina Zivido, della quale seguì poi le sorti nel tempo.